# ジャカピル
ジャカピル（学名 : Jakapil、テウェルチェ語で「盾を持つ者」の意味）は、アルゼンチンのカンデレロス層から発見された装盾類の恐竜の属。模式種は、ジャカピル・カニウクラ（Jakapil kaniukura）。2022年に記載された。

## 発見と命名
ホロタイプであるMPCA-PV-630は、2012年にマリルアン家の所有地で発見され、2014年から2019/2020年にかけて発掘された、いくつかの皮骨と完全な下顎を含む部分骨格からなる。また、プレパレーションはL. PazoとJ. Kaluzaによって行われた。属名の"Jakapil"はテウェルチェ語で「盾を持つ者」を意味する"Ja-Kapïl"に由来する。これはThyreophoraという名と同様の意味でもある。種小名はマプチェ語の"kaniu"（とさか）と"kura"（石）からなっており、下顎の下部が腹側に峰状に突出し独特の深い顎を形作っていることにちなんでいる。

## 説明

ヒトと比較したジャカピルの大きさ

ジャカピルは装盾類の中で新しい形態型を示し、とりわけ、前歯骨の存在（他の基盤的な装盾類には存在しないか軟骨状である）、高さが低く平らで円盤状の皮骨、スクテロサウルスに似た二足歩行の姿勢などが挙げられる。全長は1.5メートル未満、体重は大腿骨周囲長から推定して4.5～7キログラムとされる。ホロタイプの化石は幼体ではないが、成長しきっておらず、性的に成熟していなかった可能性が高い。

## 分類
基部系統の鳥盤類、装盾類、曲竜類に見られる特徴の組み合わせから、系統学的解析の結果、ほとんどのデータマトリックスでは、寛脚類の外側に位置する装盾類とされた。2022年Riguettiらは、ジャカピルがこれまで既知されていなかった装盾類の分岐群に属することを示唆しているとした。この分岐群は、シネムーリアン期に他の装盾類から分岐した可能性がある。後期白亜紀に発見された本属は、長いゴーストリネージの系統の存在を示唆している。
|        | ジャカピル                                        |
|        |                                                   |
| 寛脚類 | \| \| 剣竜類 \| \| \| \| \| \| 曲竜類 \| \| \| \| |
|        | \| \| 剣竜類 \| \| \| \| \| \| 曲竜類 \| \| \| \| |
|        | 剣竜類                                            |
|        |                                                   |
|        | 曲竜類                                            |
|        |                                                   |

|  | 剣竜類 |
|  |        |
|  | 曲竜類 |
|  |        |

|        | ジャカピル                                        |
|        |                                                   |
| 寛脚類 | \| \| 剣竜類 \| \| \| \| \| \| 曲竜類 \| \| \| \| |
|        | \| \| 剣竜類 \| \| \| \| \| \| 曲竜類 \| \| \| \| |
|        | 剣竜類                                            |
|        |                                                   |
|        | 曲竜類                                            |
|        |                                                   |

|  | 剣竜類 |
|  |        |
|  | 曲竜類 |
|  |        |

|        | ジャカピル                                        |
|        |                                                   |
| 寛脚類 | \| \| 剣竜類 \| \| \| \| \| \| 曲竜類 \| \| \| \| |
|        | \| \| 剣竜類 \| \| \| \| \| \| 曲竜類 \| \| \| \| |
|        | 剣竜類                                            |
|        |                                                   |
|        | 曲竜類                                            |
|        |                                                   |

|  | 剣竜類 |
|  |        |
|  | 曲竜類 |
|  |        |

|        | ジャカピル                                        |
|        |                                                   |
| 寛脚類 | \| \| 剣竜類 \| \| \| \| \| \| 曲竜類 \| \| \| \| |
|        | \| \| 剣竜類 \| \| \| \| \| \| 曲竜類 \| \| \| \| |
|        | 剣竜類                                            |
|        |                                                   |
|        | 曲竜類                                            |
|        |                                                   |

|  | 剣竜類 |
|  |        |
|  | 曲竜類 |
|  |        |

ジャカピルが装盾類に属するかどうかについては、一部の研究者から異論が出ている。また、装盾類の系統関係に焦点を当てた研究では、ジャカピルが有する唯一の装盾類的特徴は皮骨であるが、その皮骨は他の装盾類には見られない特徴を示していると指摘されている。ジャカピルの前上顎骨には歯がなく、これは他の装盾類では知られていない特徴であるが、歯骨の形状と深さは基盤的な新角竜類のものとよく似ていた。さらに、ジャカピルの歯は他のどの鳥盤類とも異なる形態をしていた。したがってこの研究は、ジャカピルが装甲を持つ周飾頭類、あるいはまだ知られていない非装盾類の分岐群に属する可能性が高いと結論づけられた。
2024年、Fonsecaらはこれまでの系統解析とステゴウロスとの解剖学的比較に基づき、装盾様類であるジャカピルを曲竜類に分類し、具体的にはEuankylosauriaとパラアンキロサウルス類の姉妹群に位置づけた。またFonsecaらは、ジャカピルは16段階の追加の工程が必要だったため、角竜類や周飾頭類である可能性は低いと主張した。

## 古生物学

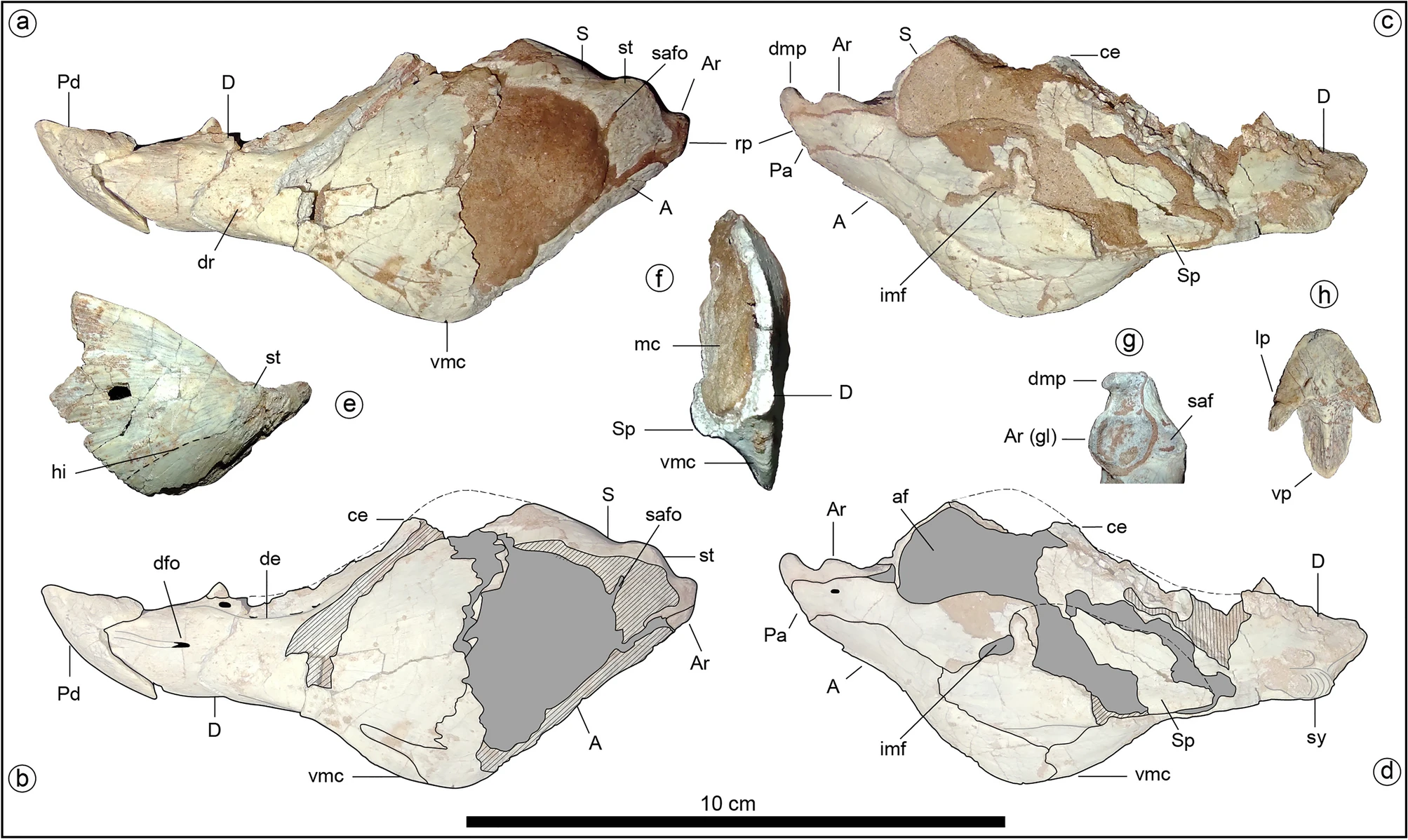
ジャカピルのホロタイプの下顎

2022年Riguettiらは、まっすぐで狭い鼻先を考慮して研究した結果、ジャカピルは葉を剪断するために歯や顎を使ったのではなく、歯の摩耗の程度の高さからわかるように、咀嚼によって硬い植物を処理していた可能性が高いと示唆している。

## 古環境
カンデレロス層は、ココルコム砂漠として知られる古代の砂漠で、その中にはいくつかのオアシスが存在すると考えられており、その化石はゴンドワナ大陸西部の跡にある中期白亜紀の生態系に典型的な動物群を示している。この地層に生息していた他の生物には、ムカシトカゲ目のTikaとプリオフェノドン、ヘビのナジャシュ、哺乳類のCronopio dentiacutusen、獣脚類のアルナシェトゥリ、ブイトレラプトル、エクリクシナトサウルス、ギガノトサウルス、竜脚類のアンデサウルス、リメイサウルスなどがいる。